# 沖縄製塩

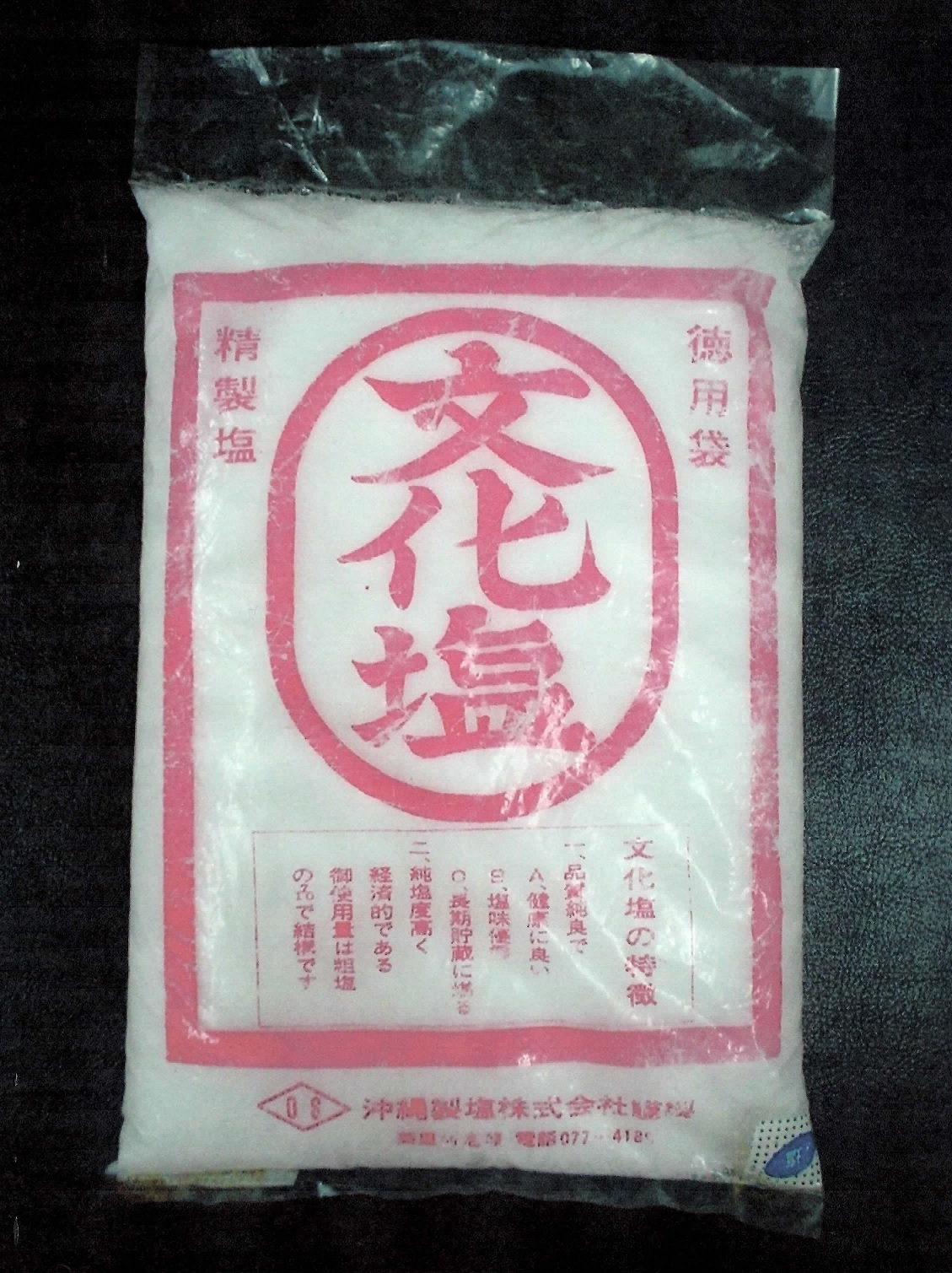
沖縄製塩株式会社の主力商品　【文化塩】

沖縄製塩（おきなわせいえん、英：Okinawa Salt Manufacturing Co.）株式会社は、1946年（昭和21年）6月から1972年（昭和47年）5月まで存在した、沖縄の製塩メーカーである。

## 設立までの背景 ～戦後の沖縄・泡瀬の製塩業

### 前原市の直営のころ
1945年（昭和20年）、太平洋戦争の難を逃れた避難民が米軍の作戦の関係で、沖縄本島中部の具志川村(現うるま市)髙江洲、前原、塩屋から勝連村(現うるま市)の南風原のあたりに集められた。この一帯を中心に前原市が誕生した。人口は約1万人を数え、これら住民の平静を取り戻し生活の安定をはかるのが、市の大きな課題であった。特に食糧の確保については、いつまでも米軍の配給物資にばかり頼るわけにいかないので、食糧の自給体制をたてる必要があり、その一環として塩の製造を計画した。そして泡瀬には地の利がある上、戦前戦中を通じ製塩を生業としていた人々が、髙江洲や前原あたりに多数居住していた。これらの人々の間でも泡瀬の製塩の復活を希望する声があり、市の事業として塩屋と泡瀬で塩の製造を始めた。当時泡瀬は飛行場内にあり、飛行機の駐留地（米軍泡瀬飛行場）になっていたため、飛行機の翼の下を通って通勤したものである。髙江洲、前原あたりに難を逃れた人々にとって、製塩を盛んにすれば、やがて泡瀬が解放になり、郷里に帰れる日も早かろうと、戦前の経験者はもとより、多くの人々が喜んで参加した。その頃の製塩は戦争のために荒れた塩田の一部を修理しながら、小型平釜式の三つの工場を作り共同で開始した。

### 沖縄製塩株式会社の創立
1946年（昭和21年）になって住民は徐々に移動が始まり、それぞれの郷里へ引き揚げていった。美里村(現沖縄市)民も早く髙江洲や前原の地から自分たちの郷里へという機運が高まったが、泡瀬は飛行場として使用中であったため帰郷が許されず、不本意ながらも、より近いということで字桃原の畑地と字古謝の地へ移動を始めた。3月、美里村役所が美浦の軍施設跡に開所され村行政を開始した。4月15日軍布告によって通貨制がしかれ、日本新円が法定通貨として流通するようになり、今までの現物給付の形態から、賃金制となり、それにつれて企業も免許制となった。そこで泡瀬の有志の間で製塩業を復興させるべく再三にわたって協議を重ねた結果、戦争によってこれまでに荒廃した塩田を復旧するのは、個人の力では到底不可能なことであるので、会社を設立しこれによって泡瀬の塩業を復活させようとの結論に達した。
1946年（昭和21年）6月、沖縄製塩株式会社が住民の期待をになって孤々の声をあげたのである。資本金は、さしあたり10万円とし、1株の金額は1円であった。当時の役員は、以下の通り。
- 取締役社長 石原昌淳
- 専務取締役 桑江克己
- 取締役 当真嗣孫
- 監査役 当真嗣英
- 監査役 髙江洲義総

設立の趣旨は凡そ次のような内容で、泡瀬の塩業の発展ひいては泡瀬全体の復興ということと企業との両立をはかろうとするもので、この趣旨があとあと会社経営の立場で困難な道を歩む結果となったのである。
1. 伝統ある泡瀬の塩業を復興し発展させ泡瀬全体の発展に寄与するものであること。
2. 庶民的大衆的組織にする(一人あたり50株を限度とする)
3. 泡瀬の住民を原則的に株主とする
4. 特に旧製塩業者を優先する

以上のような内容の趣旨であったので業務運営の面でも多分に組合的な色彩が濃厚であった。

## 沿革

### 塩田の改良
1946年（昭和21年）8月から始まった日本本土や海外からの引き揚げで沖縄の人口は増加し塩の需要も増え、今までの生産量ではとても間に合う筈はなく、琉球政府ではその奨励策として煙草による褒賞制をとった。その頃の煙草はとても貴重品であったので生産意欲は向上した。会社では前原市から引き継いだ小型平釜式の三工場を中型平釜式に改善するとともに、更に工場を三つ増やし、六工場をフルに回転し操業した。それでもなお沖縄全体の需要を満たすことができず、塩の価格は高騰をつづけ、奥武島の旧塩田や桃原の内海の潟、古謝の海岸に個人の塩田ができるようになった。
1948年（昭和23年）8月頃になると水産関係の水揚げも多くなり、スク(スクガラス、小魚、塩からにする)の季節になると塩の需要を満たすことができない程であった。そこで当時の琉球民政府工業課とも検討を重ね、将来の需給体制を整えるには年間6千トンの需要量をおさえそれを目標に生産をあげるための計画を策定した。
それによると現状は自然の天候、潮の干満に左右されるので入浜式（入浜式塩田）を改良すると同時に塩田の面積は現在の8万坪を更に3万坪増やし、護岸工事をして潮志雄を制禦すれば、年間の稼働日数を増やすことができ、沼井(クミのこと)の改良をすれば労働力の軽減をはかることができる。
1951年（昭和26年）から36万円の費用をかけて護岸の構築を始め塩田の改良工事にとりかかった。従来の沼井はそれぞれの工場のかこいの中に大型のものがあってそこまで砂を運び海水をかけて、それから鹹水（かんすい）をとり、更にその砂を運んで散布する方法になっていて、距離的にも労働力の上からも不経済である。
これを小型の沼井を塩田の適当な広さに割当ててつくり、更にこれらから中継タンクまでパイプで自然流下式（流下式塩田）に結んで鹹水をとり、それぞれの沼井までは溝を通して海水を導く方法に改善した。更に護岸を構築して水門を設け、海水の水位を人為的に操作できるようにすることによって、従来は天候がよくても潮の干満に左右されることがあったが、今後は天候さえよければいつでも仕事ができること、又塩田は適当に海水に浸す必要があるがこれも潮の干満をまたず、必要なときに水門を開いて海水を流すことができるようになった。沼井の改良によって塩田の作業が楽になり、従来の塩田の倍以上の広さの仕事ができるように期待をかけられていた。

### 内紛
1952年（昭和27年）の末頃、工事もほぼ完成に近づいたときになって会社に内紛が起こった。塩田の所有者が組合を作り、土地料の請求と土地返還を要求した。あれだけの大きな工事をした後のことで今更これを全部明渡しを迫られては会社はこれからどのように運営すればよいか、目途も立たず、解散の危機に瀕する状態に立ちいたった。その後組合内部で更に対立が起こり会社を継続したいという組とあくまで自分たちの塩田は自分たちで耕したいという組に分かれたため継続希望者を中心に会社運営の立て直しをはかっていった。このことは前にも述べた通り企業と泡瀬の塩業の発展とを両立させ泡瀬全体の発展という当初の趣旨からくる矛盾で企業の本質をその原点にたちかえって反省させられた大きな事件であった。

### 新工場の建設
1953年（昭和28年）、塩田の大半を地主に返還して、塩田に頼ることができない現状においてどのように製塩を続けていけばよいか再検討を迫られた。従来の塩田は天候気象条件等、自然に左右され需要と供給のバランスがとれず需要期とそうでない時期では価格に著しい変動があって夏季の平均価格が1kgあたり5円が時期によっては10円、15円と高くなることもある状況であった。計画的な生産によって年中平均的な価格を維持し、更に効率的な生産、合理化等も検討し日本本土の進んだ県に学び新しい工場を建設することを決定、総工費2,000万円(B円)の機械化工場に着手した。
1955年（昭和30年）2月新工場が落成し、操業を開始した。原料となる鹹水は塩田から供給される分ではとうてい間に合わないので、日本本土の商社を通して台湾から原料塩を購入し、これを海水に溶かして精製する方式を採用した。新しい工場の完成を期待していた従業員は意欲十分で、フルに活動し生産に励んだ。その結果生産もあがりその成果はみるべきものがあった。だがそこに思わず伏兵が待ち構えていた。製品は始め沖縄食糧会社が一括引受けてくれる筈であったが生産に対する販売が思わしくなく、一定量だけしか引受けてもらえず残りは会社自体で販売もしなければならなくなった。販売の開拓もままならず、おまけに機械での製品は質が悪いのとあらぬ風評もたてられて、生産より販売に苦しめられ1960年（昭和35年）頃までは、赤字経営を強いられた。会社経営の悩みは、運営資金の不足であった。その対策として外部の資本家に資金協力を依頼したが断られ、自力で活路を開くしか無かった。役員会の決議と役員の協力による株の増資によって、資金力を強化し運営資金不足は漸く解決することができた。

### 沖縄県全需要の75%をまかなう
1960年（昭和35年）、台湾からの原料塩を直接輸入する特約(沖縄総代理店)を結び、沖縄における原料塩は一括して沖縄製塩で取り扱うようになった。この頃は個人の製塩業も会社の製塩も販売の拡大にしのぎを削っていた頃でもあり、会社の製品(文化塩)の認識も一般にまだ低く従来の粗製塩が普及していた時であったので販売に多くの努力をしていた。粗製塩をつくるにも台湾産の原料を使うのが多かったので、会社では製品の販売利益よりむしろ原料塩の販売益の方が多くこれが会社の立て直しの原動力にもなった。その後、塩の計画生産も順調に進み価格も年間を通じて平均的に安定してきた。これも新しい工場による生産の一つの大きな効果といえよう。一方で会社から離れた組合の方では、それぞれ所有の塩田を利用して生産を続けていた。塩の価格の高いうちは家内工業的に続けられていたが、塩の価格が安定してくると、いろいろの面から原価が高くつき、更に自然の天候などの関係で稼働日数が少なくなると、自然に別の職業へ転業していった。いつのまにか塩田の作業は無くなり僅か原料塩を購入して再精製する方式に留まったのが1-2を残すのみとなった。このように、沖縄製塩の製品は沖縄の総需要5,000トンの実に75％をまかなうようになり、沖縄全島の隅々まで行き渡り安定した企業となった。アーシマース(泡瀬塩)の名前で通ってきた泡瀬と塩の名は、全沖縄に広まった。
沖縄製塩においては、本土復帰への対応策として「沖縄の塩の需要は沖縄の生産で供給しよう！」との目標の下に、流下式改良塩田建設からイオン交換膜法製塩工場の建設などの計画があったが実現には至らなかった。戦後における本土の製塩業は、従来の入浜塩田から、流下式と枝條架式併用への転換がほぼ終わった時期に、塩業近代化政策により塩田を利用していた全国の36工場が廃止された。イオン交換膜法製塩による全国の7工場の整備が終了したのは、沖縄返還前年の1971年（昭和46年）12月であった。この時期に際会したために、会社の沖縄に於ける自給対策は実現には至らなかった。
沖縄の本土復帰に伴い、日本専売公社による専売制を敷いていた日本の政策上、塩の製造は廃止されることになる。本土復帰の前日の1972年（昭和47年）5月14日、創業以来26年続いた沖縄製塩の火は静かに消えていった。

### 本土復帰・専売制導入の後
沖縄製塩が改良塩田造成のために築いた護岸と、約10ヘクタールの公有水面埋め立て許可は有効に利用されて、塩田地区の約40ヘクタールの埋立事業が行われ現在の泡瀬地区の街造りに大きく貢献することになった。
製塩業は廃止されても、県民への塩の供給は続けなければならない。本土復帰前の沖縄における塩業に貢献した功績と実績が認められ、沖縄製塩は日本専売公社から塩専売制度実施のための沖縄県における唯一の「塩元売人」に指定された。それは、終戦以来幾多の困難を克服して築き上げた塩の生産と販売面における実績と貢献が認められた結果である。これにより沖縄製塩会社は、沖縄塩元売株式会社（本社：沖縄県那覇市港町）として引き継がれた。

## 写真資料外部リンク・脚注
1. ↑  “USCAR広報局写真資料11-2　写真番号:42-29-1 美里村を訪れる高等弁務官。沖縄製塩株式会社にて”.   USCAR広報局３ / 沖縄県公文書館 (1960年7月28日). 2013年7月18日閲覧。
2. ↑  “USCAR広報局写真資料11-2　写真番号:42-25-4 美里村を訪れる高等弁務官。沖縄製塩株式会社にて　備考：沖縄製塩株式会社を訪れるブース高等弁務官（右）、(左)左後方を振り向くのが石原昌淳社長”.   USCAR広報局３ / 沖縄県公文書館 (1960年7月28日). 2013年7月18日閲覧。
3. ↑  “読谷村史 　>「戦時記録」下巻 　>第四章　米軍上陸後の収容所”. 2013年8月15日閲覧。